# Meroglossa plumifera
Meroglossa plumifera är en biart som beskrevs av Houston 1975. Meroglossa plumifera ingår i släktet Meroglossa och familjen korttungebin. Inga underarter finns listade i Catalogue of Life.

## Bildgalleri

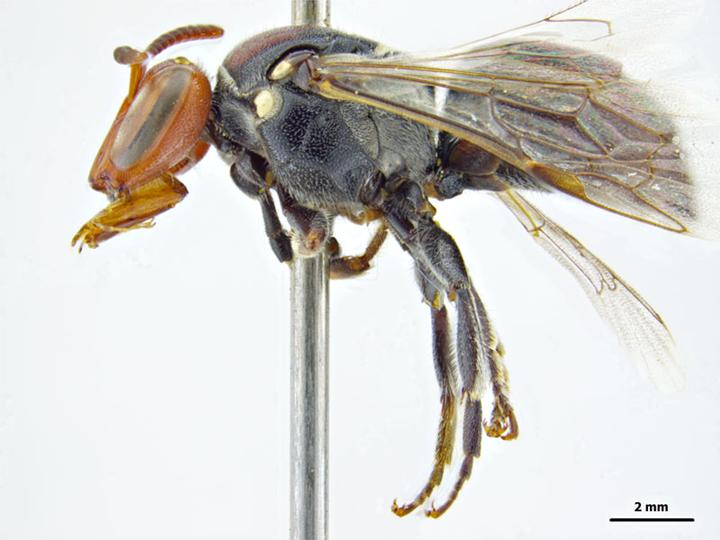